# Super (musikalbum)
Super är den brittiska popduon Pet Shop Boys tolfte studioalbum, utgivet 1 april 2016. Den första singeln från albumet var "The Pop Kids", utgiven i februari 2016, vilken följdes av i tur och ordning "Twenty-something", "Inner Sanctum", "Say It to Me" och "Undertow". Albumet promotades av Pet Shop Boys med fyra konserter i Royal Opera House i London 20-23 juli 2016, följt av en världsturné med start i Santiago, Chile, 13 oktober. Turnén fortsatte med konserter i Europa, Nord- och Sydamerika samt Asien och avslutades 2019. 

## Låtlista
1. "Happiness" 4:04
2. "The Pop Kids" 3:55
3. "Twenty-something" 4:22
4. "Groovy" 3:29
5. "The Dictator Decides" 4:50
6. "Pazzo!" 2:44
7. "Inner Sanctum" 4:18
8. "Undertow" 4:15
9. "Sad Robot World" 3:18
10. "Say It to Me" 3:08
11. "Burn" 3:53
12. "Into Thin Air" 4:17